# Raiju Obuchi
Raiju Obuchi (大渕 来珠 Obuchi Raiju?), född 21 juli 2003 i Fukuoka prefektur, är en japansk fotbollsspelare.
Obuchi började sin karriär 2020 i Cerezo Osaka.